# Type of Service
Dans le domaine des réseaux informatique, le champ Type of Service (TOS) (Type de service en français) dans l'entête IPv4 a eu plusieurs fonctions au cours de l'évolution de la standardisation IP, et a été défini par 5 RFC (RFC 791, RFC 1122, RFC 1349, RFC 2474 et RFC 3168).
Actuellement, il est utilisé en deux parties ; 6 bits sont utilisés pour le champ Differentiated Services Code Point (DSCP) et 2 bits pour le champ Explicit Congestion Notification.